# Championnat d'Europe féminin de volley-ball des moins de 20 ans 1975
Navigation
Utrecht 1973 Belgrade 1977
Le 5e championnat d'Europe féminin de volley-ball des moins de 20 ans s'est déroulé en 1975 à Munich (Allemagne de l'Ouest).

## Déroulement de la compétition

### Tour préliminaire

#### Composition des groupes
| Poule 1                                                        | Poule 2                                                        | Poule 3                                                |
| -------------------------------------------------------------- | -------------------------------------------------------------- | ------------------------------------------------------ |
| Site : Stuttgart Bulgarie Allemagne de l'Ouest Roumanie France | Site : Osnabrueck URSS Allemagne de l'Est Yougoslavie Pays-Bas | Site : Giessen Tchécoslovaquie Pologne Italie Belgique |

#### Poule 1
| # | Équipe               | Pts | J | G | P | Sp | Sc | Ratio | Pp  | Pc  | Ratio |
| - | -------------------- | --- | - | - | - | -- | -- | ----- | --- | --- | ----- |
| 1 | Bulgarie             | 6   | 3 | 3 | 0 | 9  | 1  | 9     | 148 | 73  | 2.027 |
| 2 | Allemagne de l'Ouest | 5   | 3 | 2 | 1 | 7  | 4  | 1.75  | 142 | 127 | 1.118 |
| 3 | Roumanie             | 4   | 3 | 1 | 2 | 4  | 6  | 0.667 | 97  | 127 | 0.764 |
| 4 | France               | 3   | 3 | 0 | 3 | 0  | 9  | 0     | 75  | 135 | 0.556 |

| Date     | Match                           | Résultat | Sets  | Sets  | Sets  | Sets  | Sets | Total Points |
| Date     | Match                           | Résultat | 1     | 2     | 3     | 4     | 5    | Total Points |
| -------- | ------------------------------- | -------- | ----- | ----- | ----- | ----- | ---- | ------------ |
| 26.07.75 | Bulgarie - Roumanie             | 3 - 0    | 15-3  | 15-5  | 15-0  | -     | -    | 45-8         |
| 26.07.75 | Allemagne de l'Ouest - France   | 3 - 0    | 15-10 | 15-7  | 15-8  | -     | -    | 45-25        |
| 27.07.75 | Roumanie - France               | 3 - 0    | 15-5  | 15-11 | 15-9  | -     | -    | 45-25        |
| 27.07.75 | Bulgarie - Allemagne de l'Ouest | 3 - 1    | 15-13 | 13-15 | 15-4  | 15-8  | -    | 58-40        |
| 28.07.75 | Bulgarie - France               | 3 - 0    | 15-10 | 15-7  | 15-8  | -     | -    | 45-25        |
| 28.07.75 | Allemagne de l'Ouest - Roumanie | 3 - 1    | 15-6  | 15-11 | 12-15 | 15-12 | -    | 57-44        |

#### Poule 2
| # | Équipe             | Pts | J | G | P | Sp | Sc | Ratio | Pp  | Pc  | Ratio |
| - | ------------------ | --- | - | - | - | -- | -- | ----- | --- | --- | ----- |
| 1 | URSS               | 6   | 3 | 3 | 0 | 9  | 1  | 9     | 143 | 90  | 1.589 |
| 2 | Allemagne de l'Est | 5   | 3 | 2 | 1 | 7  | 4  | 1.75  | 147 | 105 | 1.4   |
| 3 | Yougoslavie        | 4   | 3 | 1 | 2 | 4  | 6  | 0.667 | 116 | 134 | 0.866 |
| 4 | Pays-Bas           | 3   | 3 | 0 | 3 | 0  | 9  | 0     | 58  | 135 | 0.43  |

| Date     | Match                            | Résultat | Sets  | Sets  | Sets  | Sets  | Sets | Total Points |
| Date     | Match                            | Résultat | 1     | 2     | 3     | 4     | 5    | Total Points |
| -------- | -------------------------------- | -------- | ----- | ----- | ----- | ----- | ---- | ------------ |
| 26.07.75 | Yougoslavie - URSS               | 0 - 3    | 12-15 | 14-16 | 7-15  | -     | -    | 33-46        |
| 26.07.75 | Allemagne de l'Est - Pays-Bas    | 3 - 0    | 15-4  | 15-7  | 15-4  | -     | -    | 45-15        |
| 27.07.75 | Yougoslavie - Allemagne de l'Est | 1 - 3    | 0-15  | 11-15 | 16-14 | 11-15 | -    | 38-59        |
| 27.07.75 | URSS - Pays-Bas                  | 3 - 0    | 15-8  | 15-3  | 15-3  | -     | -    | 45-14        |
| 28.07.75 | Yougoslavie - Pays-Bas           | 3 - 0    | 15-8  | 15-12 | 15-9  | -     | -    | 45-29        |
| 28.07.75 | URSS - Allemagne de l'Est        | 3 - 1    | 7-15  | 15-5  | 15-12 | 15-11 | -    | 52-43        |

#### Poule 3
| # | Équipe          | Pts | J | G | P | Sp | Sc | Ratio | Pp  | Pc  | Ratio |
| - | --------------- | --- | - | - | - | -- | -- | ----- | --- | --- | ----- |
| 1 | Tchécoslovaquie | 6   | 3 | 3 | 0 | 9  | 2  | 4.5   | 148 | 106 | 1.396 |
| 2 | Pologne         | 5   | 3 | 2 | 1 | 8  | 4  | 2     | 163 | 118 | 1.381 |
| 3 | Italie          | 4   | 3 | 1 | 2 | 4  | 6  | 0.667 | 104 | 119 | 0.874 |
| 4 | Belgique        | 3   | 3 | 0 | 3 | 0  | 9  | 0     | 63  | 135 | 0.467 |

| Date     | Match                      | Résultat | Sets  | Sets  | Sets  | Sets  | Sets  | Total Points |
| Date     | Match                      | Résultat | 1     | 2     | 3     | 4     | 5     | Total Points |
| -------- | -------------------------- | -------- | ----- | ----- | ----- | ----- | ----- | ------------ |
| 26.07.75 | Tchécoslovaquie - Italie   | 3 - 0    | 15-11 | 15-3  | 15-3  | -     | -     | 45-17        |
| 26.07.75 | Pologne - Belgique         | 3 - 0    | 15-3  | 15-2  | 15-13 | -     | -     | 45-18        |
| 27.07.75 | Italie - Belgique          | 3 - 0    | 15-6  | 15-6  | 15-7  | -     | -     | 45-19        |
| 27.07.75 | Tchécoslovaquie - Pologne  | 3 - 2    | 15-11 | 7-15  | 15-12 | 6-15  | 15-10 | 58-63        |
| 28.07.75 | Tchécoslovaquie - Belgique | 3 - 0    | 15-6  | 15-13 | 15-7  | -     | -     | 45-26        |
| 28.07.75 | Pologne - Italie           | 3 - 1    | 15-6  | 15-8  | 10-15 | 15-13 | -     | 55-42        |

### Tour final

#### Poule de Classement 7 à 12
| #  | Équipe      | Pts | J | G | P | Sp | Sc | Ratio | Pp  | Pc  | Ratio |
| -- | ----------- | --- | - | - | - | -- | -- | ----- | --- | --- | ----- |
| 7  | Yougoslavie | 10  | 5 | 5 | 0 | 15 | 2  | 7.5   | 250 | 140 | 1.786 |
| 8  | Italie      | 9   | 5 | 4 | 1 | 12 | 5  | 2.4   | 242 | 185 | 1.308 |
| 9  | Roumanie    | 8   | 5 | 3 | 2 | 11 | 7  | 1.571 | 225 | 194 | 1.16  |
| 10 | Pays-Bas    | 7   | 5 | 2 | 3 | 9  | 9  | 1     | 217 | 232 | 0.935 |
| 11 | Belgique    | 6   | 5 | 1 | 4 | 3  | 12 | 0.25  | 130 | 204 | 0.637 |
| 12 | France      | 5   | 5 | 0 | 5 | 0  | 15 | 0     | 116 | 225 | 0.516 |

| Date     | Match                  | Résultat | Sets  | Sets  | Sets  | Sets  | Sets | Total Points |
| Date     | Match                  | Résultat | 1     | 2     | 3     | 4     | 5    | Total Points |
| -------- | ---------------------- | -------- | ----- | ----- | ----- | ----- | ---- | ------------ |
| -        | Roumanie - France      | 3 - 0    | 15-5  | 15-11 | 15-9  | -     | -    | 45-25        |
| -        | Yougoslavie - Pays-Bas | 3 - 0    | 15-8  | 15-12 | 15-9  | -     | -    | 45-29        |
| -        | Italie - Belgique      | 3 - 0    | 15-6  | 15-6  | 15-7  | -     | -    | 45-19        |
| 30.07.75 | Yougoslavie - Belgique | 3 - 0    | 15-3  | 15-6  | 15-10 | -     | -    | 45-19        |
| 30.07.75 | Italie - Roumanie      | 3 - 0    | 15-9  | 15-12 | 15-12 | -     | -    | 45-33        |
| 30.07.75 | Pays-Bas - France      | 3 - 0    | 15-3  | 15-11 | 15-10 | -     | -    | 45-24        |
| 31.07.75 | Yougoslavie - Roumanie | 3 - 2    | 15-6  | 13-15 | 8-15  | 15-4  | 15-3 | 66-43        |
| 31.07.75 | Italie - France        | 3 - 0    | 15-6  | 15-9  | 15-13 | -     | -    | 45-28        |
| 31.07.75 | Pays-Bas - Belgique    | 3 - 0    | 16-14 | 15-6  | 15-10 | -     | -    | 46-30        |
| 01.08.75 | Yougoslavie - Italie   | 3 - 0    | 15-9  | 19-17 | 15-7  | -     | -    | 49-33        |
| 01.08.75 | Belgique - France      | 3 - 0    | 15-11 | 15-8  | 15-4  | -     | -    | 45-23        |
| 01.08.75 | Roumanie - Pays-Bas    | 3 - 1    | 15-10 | 14-16 | 15-4  | 15-11 | -    | 59-41        |
| 02.08.75 | Yougoslavie - France   | 3 - 0    | 15-2  | 15-11 | 15-3  | -     | -    | 45-16        |
| 02.08.75 | Italie - Pays-Bas      | 3 - 2    | 15-9  | 13-15 | 15-7  | 16-18 | 15-7 | 74-56        |
| 02.08.75 | Roumanie - Belgique    | 3 - 0    | 15-6  | 15-3  | 15-8  | -     | -    | 45-17        |

#### Poule Finale
| # | Équipe               | Pts | J | G | P | Sp | Sc | Ratio | Pp  | Pc  | Ratio |
| - | -------------------- | --- | - | - | - | -- | -- | ----- | --- | --- | ----- |
| 1 | URSS                 | 9   | 5 | 4 | 1 | 13 | 4  | 3.25  | 224 | 163 | 1.374 |
| 2 | Tchécoslovaquie      | 9   | 5 | 4 | 1 | 12 | 8  | 1.5   | 250 | 219 | 1.142 |
| 3 | Allemagne de l'Est   | 8   | 5 | 3 | 2 | 11 | 6  | 1.833 | 216 | 155 | 1.394 |
| 4 | Bulgarie             | 8   | 5 | 3 | 2 | 11 | 8  | 1.375 | 237 | 215 | 1.102 |
| 5 | Allemagne de l'Ouest | 6   | 5 | 1 | 4 | 4  | 12 | 0.333 | 132 | 231 | 0.571 |
| 6 | Pologne              | 5   | 5 | 0 | 5 | 2  | 15 | 0.133 | 164 | 240 | 0.683 |

| Date     | Match                                     | Résultat | Sets  | Sets  | Sets  | Sets  | Sets  | Total Points |
| Date     | Match                                     | Résultat | 1     | 2     | 3     | 4     | 5     | Total Points |
| -------- | ----------------------------------------- | -------- | ----- | ----- | ----- | ----- | ----- | ------------ |
| -        | Bulgarie - Allemagne de l'Ouest           | 3 - 1    | 15-13 | 13-15 | 15-4  | 15-8  | -     | 58-40        |
| -        | URSS - Allemagne de l'Est                 | 3 - 1    | 7-15  | 15-5  | 15-12 | 15-11 | -     | 52-43        |
| -        | Tchécoslovaquie - Pologne                 | 3 - 2    | 15-11 | 7-15  | 15-12 | 6-15  | 15-10 | 58-63        |
| 30.07.75 | Allemagne de l'Est - Tchécoslovaquie      | 3 - 0    | 15-11 | 15-6  | 15-9  | -     | -     | 45-26        |
| 30.07.75 | Bulgarie - Pologne                        | 3 - 0    | 15-7  | 15-13 | 15-12 | -     | -     | 45-32        |
| 30.07.75 | URSS - Allemagne de l'Ouest               | 3 - 0    | 15-3  | 15-13 | 15-3  | -     | -     | 45-19        |
| 31.07.75 | Tchécoslovaquie - Bulgarie                | 3 - 2    | 9-15  | 15-9  | 4-15  | 15-3  | 17-15 | 60-57        |
| 31.07.75 | Allemagne de l'Est - Allemagne de l'Ouest | 3 - 0    | 15-4  | 15-4  | 15-1  | -     | -     | 45-9         |
| 31.07.75 | URSS - Pologne                            | 3 - 0    | 15-6  | 15-1  | 15-7  | -     | -     | 45-14        |
| 01.08.75 | Bulgarie - Allemagne de l'Est             | 3 - 1    | 15-9  | 6-15  | 15-11 | 15-3  | -     | 51-38        |
| 01.08.75 | Allemagne de l'Ouest - Pologne            | 3 - 0    | 15-11 | 17-15 | 15-12 | -     | -     | 47-38        |
| 01.08.75 | Tchécoslovaquie - URSS                    | 3 - 1    | 16-18 | 15-5  | 15-6  | 15-8  | -     | 61-37        |
| 02.08.75 | Tchécoslovaquie - Allemagne de l'Ouest    | 3 - 0    | 15-11 | 15-6  | 15-0  | -     | -     | 45-17        |
| 02.08.75 | Allemagne de l'Est - Pologne              | 3 - 0    | 15-8  | 15-5  | 15-4  | -     | -     | 45-17        |
| 02.08.75 | URSS - Bulgarie                           | 3 - 0    | 15-10 | 15-11 | 15-5  | -     | -     | 45-26        |

## Classement final
| Place              | Équipe               |
| ------------------ | -------------------- |
| Médaille d'or      | URSS                 |
| Médaille d'argent  | Tchécoslovaquie      |
| Médaille de bronze | Allemagne de l'Est   |
| 4                  | Bulgarie             |
| 5                  | Allemagne de l'Ouest |
| 6                  | Pologne              |
| 7                  | Yougoslavie          |
| 8                  | Italie               |
| 9                  | Roumanie             |
| 10                 | Pays-Bas             |
| 11                 | Belgique             |
| 12                 | France               |